# 穂高岳
穂高岳（ほたかだけ）は、中部山岳国立公園の飛驒山脈にある標高3,190メートルの山（奥穂高岳）を主峰とする山々の総称。日本第3位の高峰。日本百名山、新日本百名山および花の百名山に選定されている。これらの山々は穂高連峰とも称され、槍ヶ岳とともに槍・穂高連峰とも称される。

## 概要
奥穂高岳は北アルプス最高峰で、北に向かって涸沢岳、北穂高岳、南岳、中岳、大喰岳と山稜が連なっており、さらに北に位置する槍ヶ岳も含めて槍・穂高連峰と称されている。前穂高岳以外は主に長野県松本市と岐阜県高山市の境界に位置している。地質的には柱状節理の発達した穂高安山岩類が、山岳氷河の氷蝕作用を受けた地形であり、峻厳な岩峰が南北に走っている。
これらの山々とは別に奥穂高岳の東方には屏風の頭（標高2,565.4メートル）、前穂高岳、明神岳と連なる山稜があり、吊尾根と呼ばれる尾根で奥穂高岳につながっている。前穂高岳から屏風の頭までの岩峰にはそれぞれI峰（前穂高岳）からVIII峰、明神岳の南方の岩峰にもそれぞれI峰（明神岳）からV峰の番号が付いている。
さらに槍ヶ岳から奥穂高岳までの南北の山稜は、奥穂高岳から南西方向に向きを変えて、西穂高岳や西穂高独標に連なっており、これらも穂高安山岩類で構成されている。これより南西側は緩やかな地形の滝谷花崗閃緑岩の分布域で、その延長線上に焼岳が位置している。
山麓へは奥穂高岳より吊り尾根を経て、前穂高岳に至り、カール（圏谷）を下れば、上高地河童橋に至る。また、岐阜県側に穂高岳山荘から白出沢を下るか、あるいは西穂高岳からロープウェーかその下の道を下れば、新穂高温泉である。
穂高岳は、剱岳、谷川岳と共に日本三大岩場に数えられている。特に、涸沢岳から南岳の稜線の飛驒側には、谷川岳一の倉沢と並ぶ有数の岩場滝谷を擁する。滝谷は急峻なだけでなく、崩れやすい岩も多く、岩の墓場と形容される。また、前穂高岳の東側、奥又白谷の上部も角度の高い岩壁となっている（前穂東壁と呼ばれる）。
穂高岳登山の拠点となる涸沢は、奥穂高岳と前穂高岳に挟まれた吊り尾根よりU字型にえぐられた圏谷で、夏でも雪渓が残る。

## 山名の由来
その形から祭祀用具に例えて、かつては「御幣岳」と呼ばれた。
穂高の名前は、1646年（正保3年）の国絵図で「保高嶽」と記載されていた。
岐阜・桂峯寺所蔵の1690年（元禄3年）円空作十一面観音菩薩立像の裏には「保多迦嶽」の記載がある。1693年（元禄6年）に穂高神社の宮司により「穂高嶽」と記載された。
穂高岳の名称は、1909年に槍ヶ岳から穂高岳に初縦走を行った鵜殿正雄の命名がきっかけであるとされている。

## 地質

### 火山地形
穂高岳は主に穂高安山岩と呼ばれるデイサイト質の溶結凝灰岩で形成されている。これは約175万年前の噴火でもたらされた火砕流（丹生川火砕流）由来で、この噴火では姶良カルデラの噴火（約3万年前）の約2倍、1914年（大正3年）の桜島噴火の約430倍、雲仙普賢岳の噴火（1991 - 1995年）の約2,800倍のマグマが噴出したとされる。その噴火の後に100万年かけて2,000メートルほど隆起し穂高岳が形成された。

### 氷河地形
また、穂高山系には涸沢カールなど、数多くの氷河地形が確認されている。1963年、国土地理院の五百澤智也は空中写真の分析から、従来氷河地形とされて来なかった横尾谷などを古い時代に大規模に形成された氷河地形と認定し、約6万年前の横尾氷期、2万年前の涸沢氷期を提唱した。

## 人が係わる歴史
- 1690年（元禄3年）-円空上人が保多迦嶽に登頂[8][9]。記録上初。
- 1880年（明治13年） - ウィリアム・ゴーランドが上條嘉門次を案内にして、明神岳に登頂した。
- 1893年（明治26年） - 測量官の館潔彦が前穂高岳に初登頂した。同年にウォルター・ウェストンも前穂高岳に登頂した[14]。
- 1906年（明治39年） - 測量官の阿部郡治が奥穂高岳に初登頂した。
- 1909年（明治42年）8月 - 鵜殿正雄らのパーティーが奥穂高岳に登頂し、槍ヶ岳への縦走を行った。
- 1911年（明治44年）夏 - 小島烏水が奥穂高岳に登頂し、槍ヶ岳への縦走を行った。
- 1912年（大正2年）8月 - 鵜殿正雄が西穂高岳から奥穂高岳へ初縦走した。
- 1924年（大正13年）3月 - 大島亮吉・三田幸夫・早川種三ら慶應義塾大学山岳部パーティーが奥穂高岳・北穂高岳の冬季初登頂を果たし、大島らの帰京後に一部メンバーが前穂高岳の冬季初登頂を果たす[15]。
- 1924年（大正13年） - 今田重太郎が穂高岳山荘を開業した[16]。
- 1925年（大正14年）8月11日 - ロック・クライミング・クラブの藤木九三、松井憲三パーティーが北穂高岳滝谷に初登攀した。同日、数時間遅れて早稲田大学山岳部パーティーが第二登した。
- 1927年（昭和2年）7月 伊藤愿が北穂高岳滝谷を単独初登攀。
- 1930年（昭和5年）7月 北上四郎がジャンダルム飛騨尾根を単独で初踏破。
- 1939年（昭和14年） - 上高地登山案内組合が涸沢小屋を開業した。
- 1941年（昭和16年） - 山案内人の村上守が西穂山荘を建設した。北アルプス南部で通年営業を行う唯一の山小屋である[17]。
- 1948年（昭和23年） - 小山義治が北穂高小屋を建設した。
- 1951年（昭和26年） - 朋文堂の新島章男が涸沢ヒュッテを建設した。
- 1955年（昭和30年）1月2日 - 前穂高岳東壁にてナイロンザイル事件が起きた。
- 1956年（昭和31年） - 山案内人の上条親人（かみじょうちかと）が岳沢ヒュッテ（現在の岳沢小屋）を建設した[18]。
- 1957年（昭和32年）3月 - 芳野満彦らが、前穂高岳IV峰正面壁に積雪期初登攀した。
- 1967年（昭和42年）8月1日 - 西穂高岳落雷遭難事故が起きた。
- 1969年（昭和44年）1月 - 吉尾弘が穂高屏風岩中央壁JECCルートを積雪期登攀した。
- 1970年（昭和45年）7月 - 新穂高ロープウェイが開業した。
- 2006年（平成18年） - 翌年にかけての平成18年豪雪により岳沢ヒュッテが倒壊し、営業を休止した[18]。
- 2009年（平成21年）9月11日午後3時20分頃 - 岐阜県防災ヘリコプターが登山者の救出中に、奥穂高岳山頂付近で岩壁に接触し墜落事故を起こした[注釈 3]。
- 2010年（平成22年）7月23日 - 倒壊した岳沢ヒュッテが岳沢小屋に改称のうえ、営業を再開した[18]。

## 穂高岳の峰々
穂高連峰の多くのピークで、国土地理院の地形図の山名と三角点の点名は一致していないので、注意が必要である（表外であるが、三角点名における北穂高は、南岳である）。
| 山容 | 山名                    | 標高 (m) | 三角点 等級 （点名）  | 奥穂高岳からの 方角と距離(km) | 特徴 |
| ---- | ----------------------- | -------- | --------------------- | ----------------------------- | --- |
|      | 奥穂高岳 おくほたかだけ | 3,190    |                       | 0                             | 富士山・北岳に次いで日本で3番目の高さを誇る。長野県と岐阜県の最高峰。穂高神社の主祭神「穂高見神」が降臨した場所とされ、嶺宮が置かれている。南方へ続く稜線には、馬の背、ロバの耳、ジャンダルムなどの難所がある。日本郵便から交通困難地の指定を受けている。                                                        |
|      | 涸沢岳 からさわだけ     | 3,110    | 三等 3,103m（奥穂高） | 北 0.8                        | 白出のコル（穂高岳山荘）と北穂高岳の間の峰。奥穂高岳に次いで高い。涸沢方面から眺めると涸沢槍と呼ばれる鋭く尖ったピークが目立つ。9月後半頃に涸沢小屋周辺のナナカマドなどが真っ赤に紅葉し、涸沢槍とこの紅葉が撮影ポイントになり、多くの登山者が訪問する。                                                          |
|      | 北穂高岳 きたほたかだけ | 3,106    |                       | 北北東 1.5                    | 穂高連峰北端の山。日本有数の岩場である滝谷が西面にある。北峰と南峰の双耳峰で、北峰の山頂直下に北穂高小屋がある。北側に伸びる南岳への稜線は大キレットと呼ばれ、飛騨泣きや長谷川ピークと呼ばれる難所がある。山頂から北東1キロメートルほどの位置（標高2,500メートル地点）に、北穂池がある。                         |
|      | 前穂高岳 まえほたかだけ | 3,090    | 一等（穂高岳）        | 南東 1.4                      | 奥穂高岳と吊り尾根でつながる峰。北東に北尾根が伸び、二峰・三峰・四峰・五峰・五六のコル・六峰・七峰・八峰・最低のコル・屏風のコル・屏風の耳・北尾根の突端の峰を屏風の頭（2,570メートル）へと鋸歯状の痩せ尾根が続き、その東北面が高度差1,000メートルの岩壁である屏風岩である。その西面には奥又白方面の岩場がある。 |
|      | 明神岳 みょうじんだけ   | 2,931    |                       | 南東 2.0                      | 大正時代以前のカミコウチの中心地（神河内=現在名上高地明神）の真上にそびえ、古代からの信仰の山「穂高岳」の尊称。穂高見命のご神体。前穂高岳とは、別の山体で南方に伸びる広い領域、稜線中に多数の岩峰が有る。多くの登攀ルートを持つ。                                                                                |
|      | 西穂高岳 にしほたかだけ | 2,909    | 三等 （前穂高）       | 南西 2.1                      | 奥穂高岳より南西に伸びる痩せ尾根の先にあるが、前後に岩峰（西穂独標、ピラミッドピーク、間ノ岳、天狗の頭など）が連なっているため、西穂高岳の山頂を特定することが難しい。 |
|      | 間ノ岳 あいのだけ       | 2,909    |                       | 南西 1.6                      | 西穂高岳と奥穂高岳の間の稜線中にある。西穂高岳と間ノ岳にあるピークは赤石岳と呼ばれている。また間ノ岳と天狗のコルの間には、天狗の頭（2,909メートル）のピークがある（山容画像の3つの鋭く尖ったほぼ同じ標高のピークは、左から西穂高岳、間ノ岳、天狗の頭である）。                                                   |
|      | ジャンダルム Gendarme   | 3,163    |                       | 西南西 0.4                    | 奥穂高岳と天狗のコルとの間にあるドーム形の岩峰 |
|      | 蒲田富士 がまたふじ     | 2,742    |                       | 北西 1.6                      | 涸沢岳の西のピーク。冬期の奥穂高岳へのルートとして登られる。 |

## 主な登路

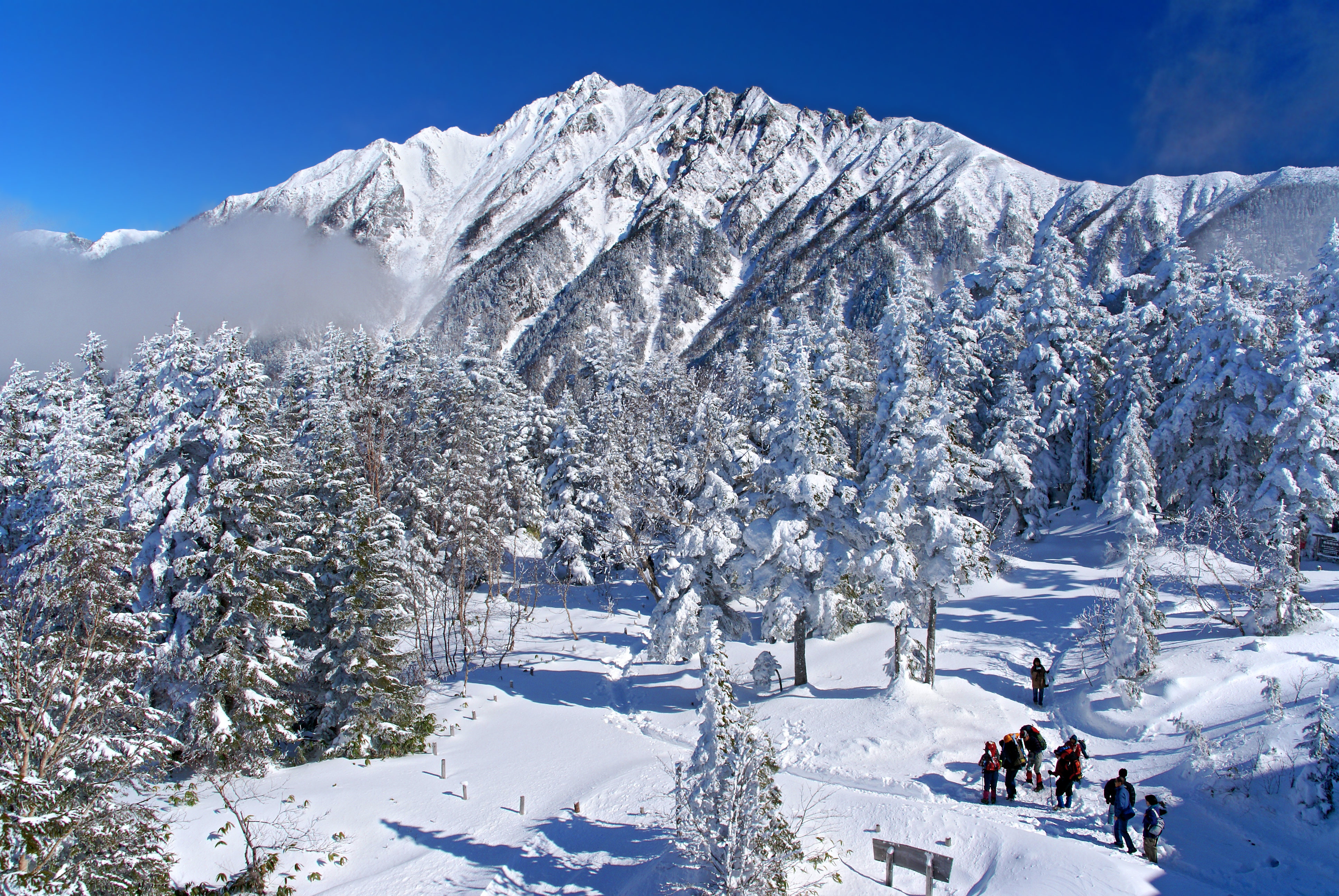
新穂高ロープウェイ西穂高口駅から望む穂高岳

穂高連峰は残雪期（ゴールデンウィークなど）にもよく登られるが、下記の一般向けというのは無雪期のことである。積雪がある場合はきわめて危険、あるいは通行不可能のルートもある。

### 一般向け
奥穂高岳
上高地 ― 上高地明神 ― 徳沢 ― 横尾 ― 涸沢 ― 奥穂高岳
上高地 ― 明神池 ― 徳沢 ― パノラマコース（屏風のコル） ― 涸沢 ― 奥穂高岳
横尾・穂高岳線の登山ルートは涸沢を経由するルートで奥穂高岳の登頂に最も利用されているルートである。
北穂高岳
上高地 ― 明神池 ― 徳沢 ― 横尾 ― 涸沢 ― 北穂高岳
西穂独標
新穂高温泉 ― 新穂高ロープウェイ ― 西穂山荘 ― 丸山 ― 西穂独標
上高地 ― 中尾根 ― 西穂山荘 ― 丸山 ― 西穂独標
徳沢よりパノラマコース経由で涸沢に至るルートは、特に屏風のコルを越えてから北側斜面となるので、8月でも残雪により道が埋まっている場合がある。鎖やザイルが設置してあるが、道幅が細く危険な箇所もある。

### 健脚者向け
前穂高岳・奥穂高岳
上高地 ― 岳沢小屋 ― 紀美子平 ― 前穂高岳 ― 奥穂高岳
新穂高温泉 ― 穂高平小屋 ― 白出沢 ― 奥穂高岳
岳沢小屋から紀美子平まで（重太郎新道）は、日本アルプス屈指の急登で、途中に水場もないため、前穂高岳と奥穂高岳を合わせて登る場合には、上高地から涸沢経由で奥穂高岳、前穂高岳の順で登るのが一般的。

### 熟練・上級者向け
槍穂高縦走ルート
槍ヶ岳 ― 大喰岳 ― 中岳 ― 南岳 ― 大キレット ― 北穂高岳 ― 涸沢岳 ― 奥穂高岳 ― ジャンダルム ― 間ノ岳 ― 西穂高岳 ― ピラミッドピーク ― 西穂独標
上記、各山間には縦走路があるが、この内、一般向けに可能なのは、涸沢岳 ― 奥穂高岳のみである。涸沢岳より北側は、概要にも記されている様に飛騨側が滝谷となっており様相を異にする。北穂高岳、奥穂高岳双方を目指す場合には、一旦、涸沢に下るのが無難である。また、奥穂高岳 ― 西穂独標は、ジャンダルム、天狗の頭、間ノ岳の難所があり、危険な道として知られている。
奥穂高岳から前穂高岳への吊尾根を経て岳沢に下る重太郎新道は技術的にはさほど困難な道ではないが滑落事故発生件数が多く、不安がある場合には、涸沢に下る（ザイテングラードと呼ばれている）のが無難である。

### 穂高岳の岩場
穂高岳の岩場は剱岳、谷川岳とともに日本三大岩場に数えられロッククライミングのメッカの1つとなっている。
- 前穂屏風岩
  - 0ルンゼ奥壁
  - 前屏風岩
  - 1ルンゼ奥壁
  - 東壁
  - 中央壁
  - 北壁
  - 右岩壁
  - カモシカ尾根
  - 3ルンゼ
- 奥又白
  - 前穂東壁
    - Aフェース
    - Bフェース
    - Cフェース
    - 右岩稜
    - 北壁
    - Dフェース

  - 前穂北尾根三峰
  - 前穂北尾根四峰
    - 東南壁
    - 東南面
    - 正面壁

  - 前穂北尾根五峰
    - 正面壁
- 滝谷
  - クラック尾根
  - 第一尾根
  - 第二尾根
    - P1フランケ
    - P2フランケ

  - 北穂南峰
  - 第三尾根
    - ドーム北壁
    - ドーム西壁
    - ダイヤモンドフェース

  - グレポン
  - C沢右俣奥壁
  - 第四尾根
    - ツルム北カンテ
    - ツルム正面壁
    - ツルム南壁

  - 第五尾根ピナクルフランケ

### 周辺の山小屋

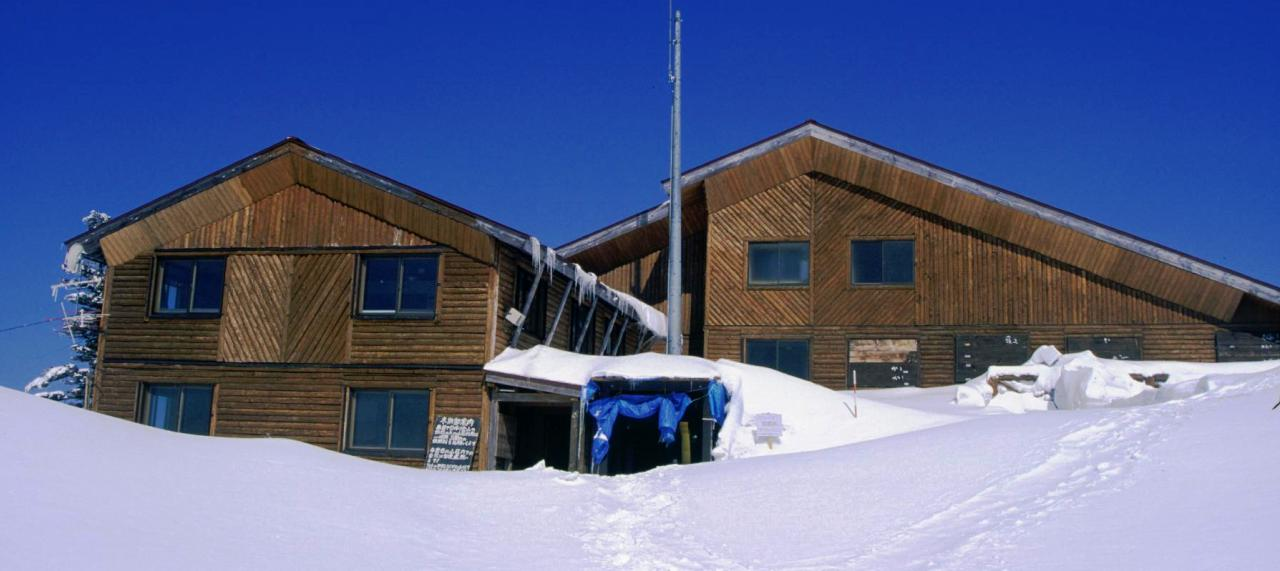
残雪期の西穂山荘

上高地や大正池周辺には、ホテルなどの宿泊施設があり、登山道の要所には多数の山小屋があり、一部を除きキャンプ指定地が併設されている。
| 画像                                                            | 名称         | 所在地           | 標高 (m) | 収容 人数 | キャンプ 指定地 | 備考                                | 出典   |
| --------------------------------------------------------------- | ------------ | ---------------- | -------- | --------- | --------------- | ----------------------------------- | ------ |
|                                                                 | 穂高岳山荘   | 白出のコル       | 2,983    | 300       | 約30張          |                                     | [ 24 ] |
|                                                                 | 岳沢小屋     | 岳沢             | 2,170    | 30        | 約30張          | 旧名称は「岳沢ヒュッテ」            | [ 25 ] |
|                                                                 | 西穂山荘     | 西穂高岳南       | 2,385    | 300       | 25張            | 通年営業                            |        |
|                                                                 | 焼岳小屋     | 新中尾峠         | 2,070    | 25        | なし            |                                     | [ 26 ] |
|                                                                 | 穂高平小屋   | 蒲田川の右俣林道 | 1,320    | 30        | 10張            |                                     |        |
| 蝶ヶ岳から望む北穂高岳の山頂部にある北穂高小屋（2013年10月8日） | 北穂高小屋   | 北穂高岳北峰直下 | 3,100    | 80        | 25張            | テント場は南側の 小屋から離れた岩場 | [ 27 ] |
|                                                                 | 南岳小屋     | 南岳南側山腹     | 2,970    | 80        | 30から40張      |                                     | [ 28 ] |
|                                                                 | 槍ヶ岳山荘   | 槍ヶ岳の肩       | 3,060    | 650       | 30張            | 北アルプス南部で 最大規模           | [ 29 ] |
|                                                                 | 涸沢小屋     | 涸沢カール       | 2,350    | 100       | なし            |                                     | [ 30 ] |
|                                                                 | 涸沢ヒュッテ | 涸沢カール       | 2,300    | 200       | 500張           | 大規模なテント場                    |        |
|                                                                 | 横尾山荘     | 横尾             | 1,615    | 250       | 100張           | 入浴施設あり                        |        |
|                                                                 | 徳沢園       | 徳沢             | 1,560    | 100       | 200張           | 『氷壁』の宿として有名 入浴施設あり |        |
|                                                                 | 徳沢ロッジ   | 徳沢             | 1,550    | 100       | なし            | 入浴施設あり                        |        |
|                                                                 | 上高地明神館 | 上高地明神       | 1530     | 100       | なし            | 『朝焼けの宿』 入浴施設あり         |        |

- 上高地周辺、明神には、ホテル、旅館などの宿泊施設がある。山小屋と同一料金で相部屋を提供している宿泊施設もある。
- 滝谷避難小屋と白出小屋の緊急用の避難小屋がある。
- 夏山診療所が、穂高岳山荘、涸沢ヒュッテ、西穂山荘、徳沢園、上高地バスターミナルにある。

## 地理

### 周辺の山
飛驒山脈（北アルプス）南部の岐阜県と長野県境の主稜線にある。前穂高岳と明神岳は長野県側に位置する。

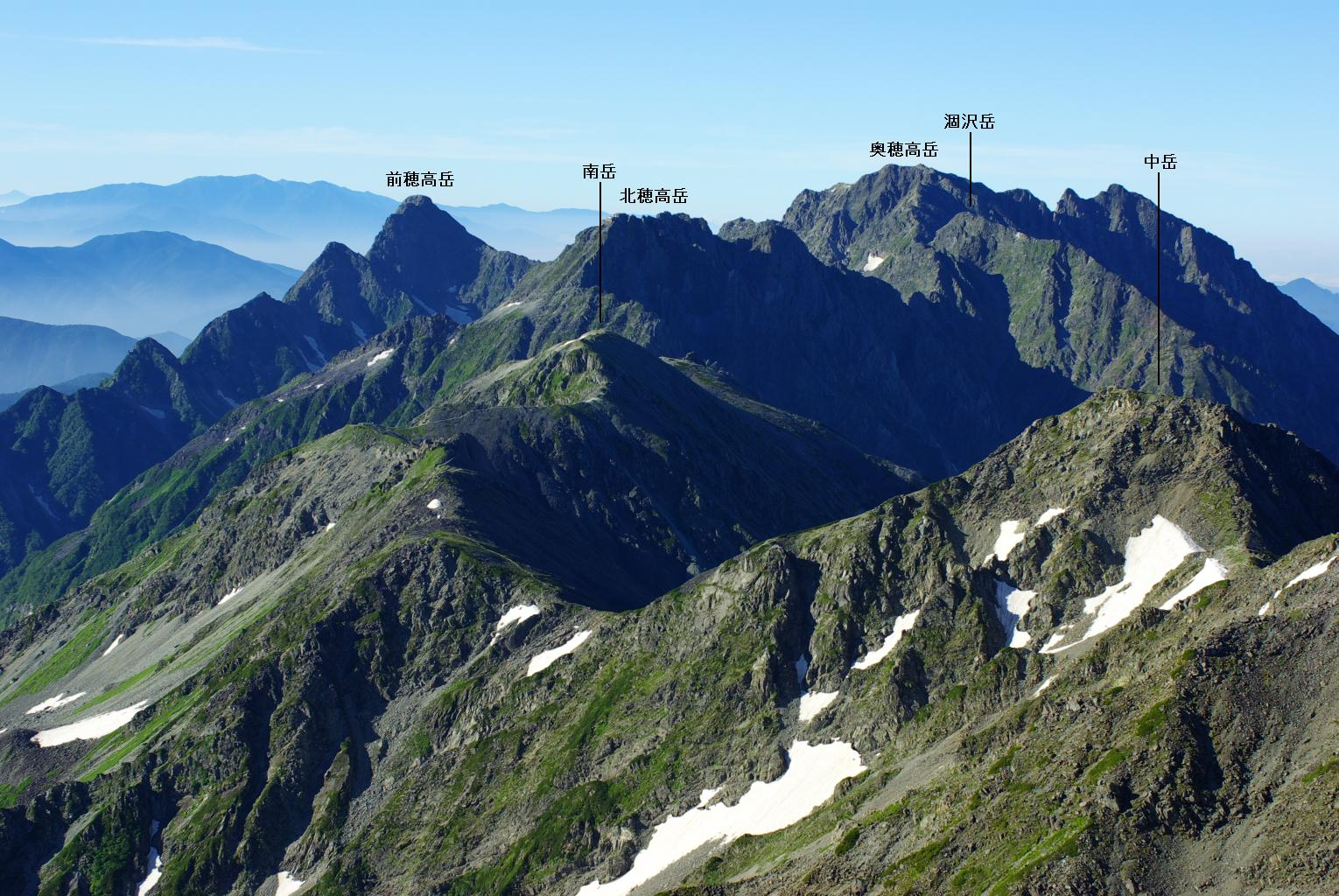
槍ヶ岳山頂から望む穂高連峰

- 奥穂高岳、涸沢岳、北穂高岳、大キレット、南岳、中岳、大喰岳、槍ヶ岳、奥丸山
- 前穂高岳、明神岳
- ジャンダルム、間ノ岳、西穂高岳、ピラミッドピーク、西穂独標、焼岳、乗鞍岳
- 大天井岳、常念岳、蝶ヶ岳、大滝山、霞沢岳－（常念山脈方面）
- 樅沢岳、双六岳、抜戸岳、笠ヶ岳、錫杖岳

### 源流の沢

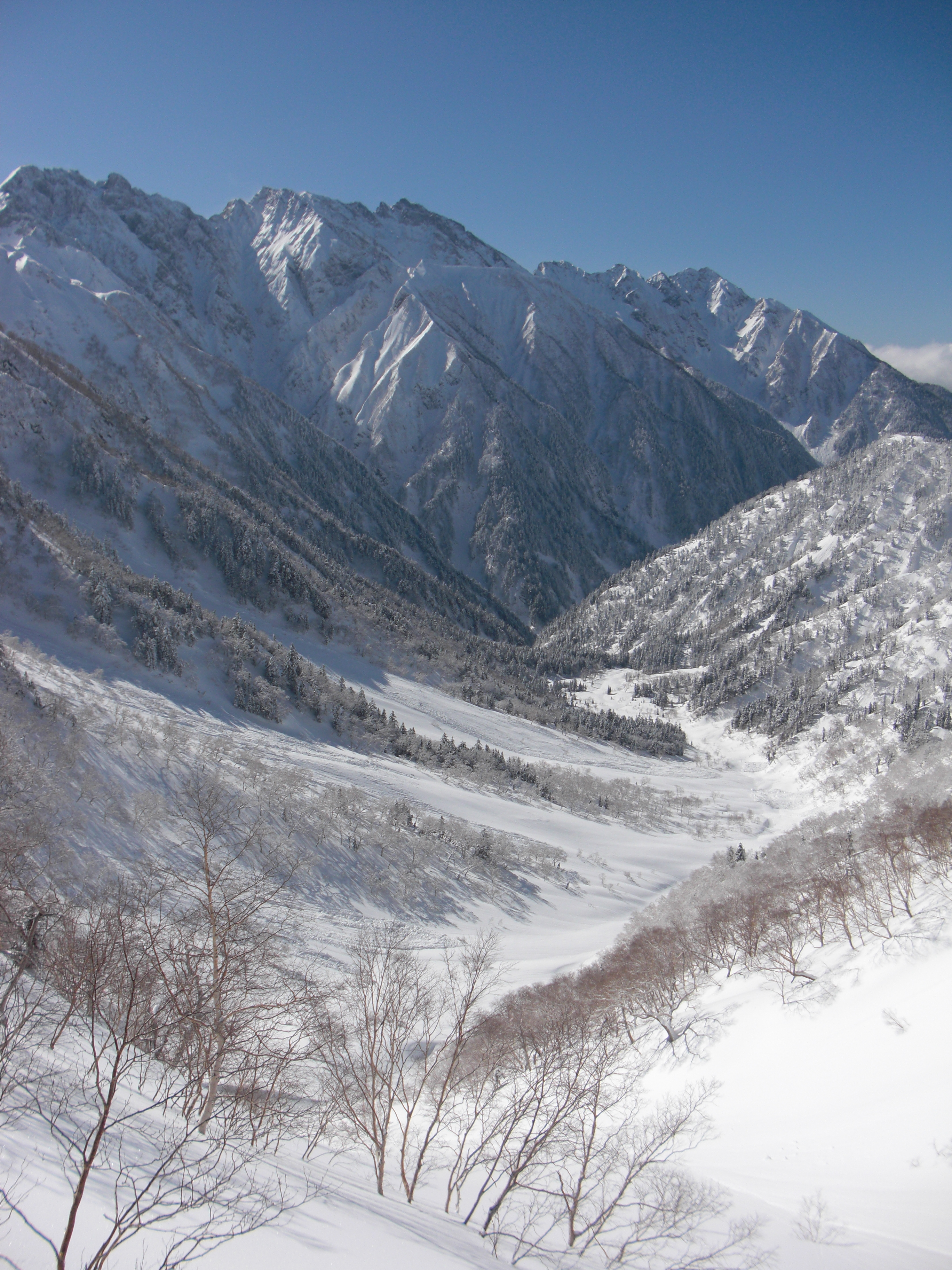
飛騨沢と滝谷の岩場

以下の源流となる河川は日本海へ流れる。
- 涸沢、横尾谷、岳沢 （梓川の支流）
- 白出沢、滝谷 （蒲田川の支流）

## 芸術・文学など

### 芸術
- 足立源一郎が、『滝谷ドームの北壁』や『北穂高岳南峰』などの絵画を描いた。
- 安曇野市豊科郷土博物館に、井口香山（日本画家）の作品『槍ヶ岳・穂高岳六曲屏風』がある。
- 水越武（山岳写真家）が、『槍・穂高』（1975年、山と渓谷社）や『穂高 光と風』（1986年、グラフィック社）などの写真集を出版している。
- 『ラブ・ストーリーを君に』（1988年公開の日本映画）のラストシーンは、西穂山荘を拠点にし西穂高岳独標周辺がその舞台となった。

### 文学
- ウォルター・ウェストンが、『日本アルプスの登山と探検』などの著書（岩波文庫、ISBN 4-00-334741-2）で穂高岳を世界に紹介した。
- 深田久弥が、『日本百名山』の著書（朝日新聞社、ISBN 4-02-260871-4）で穂高岳を紹介した。
- 井上靖が『氷壁』を朝日新聞に連載し（1956年2月24日から1957年8月22日まで）、1957年に新潮社から出版。
- 松濤明の『風雪のビバーク』を、1960年7月に朋文堂が出版した。
- 芳野満彦が、『アルプスに賭ける 穂高からアイガーへ』（実業之日本社、1964年）を出版した。
- 梓林太郎が、山岳救助隊員・紫門一鬼シリーズの『殺人山行・穂高岳』（光文社、1996年、ISBN 4334072003）を出版した。

### テレビ番組
- 『穂高連峰の四季～標高3000メートルの世界～』 NHK総合テレビジョン、1999年1月2日放送[31]
- 『わが心岩峰に ～北穂高岳～』 NHK総合テレビジョン、小さな旅、2000年9月17日放送[32]
- 『日本の名峰 花の風景 穂高岳』 NHKデジタル衛星ハイビジョン、2006年3月2日放送[33]
- 『週刊 日本の名峰 穂高岳』 NHKデジタル衛星ハイビジョン、2006年12月3日放送[34]
- 『金とく－ふるさとから、あなたへ－・シーズン到来！初夏の山 新緑と残雪の絶景』 NHK名古屋放送局金とく、2008年7月23日放送[35]
- 『金とく・秋の北アルプス 紅葉と雲上の絶景』 NHK名古屋放送局金とく、2008年12月7日放送[36]
- 『夏の北アルプス あぁ絶景！雲上のアドベンチャー』 NHK総合テレビジョン、2009年9月23日放送[37]

## 参考画像

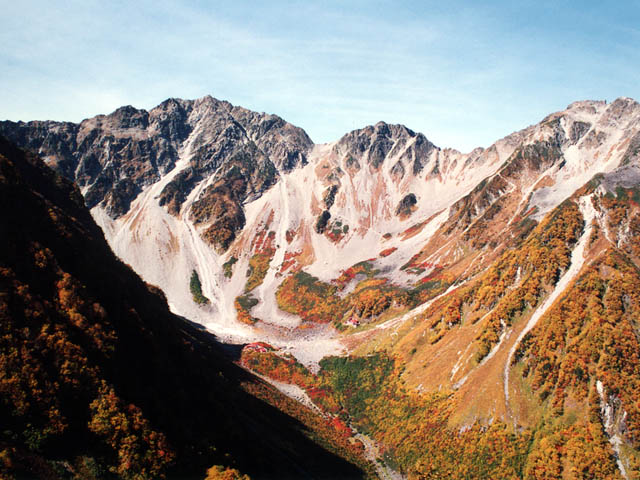
穂高連峰 屏風の耳から望む
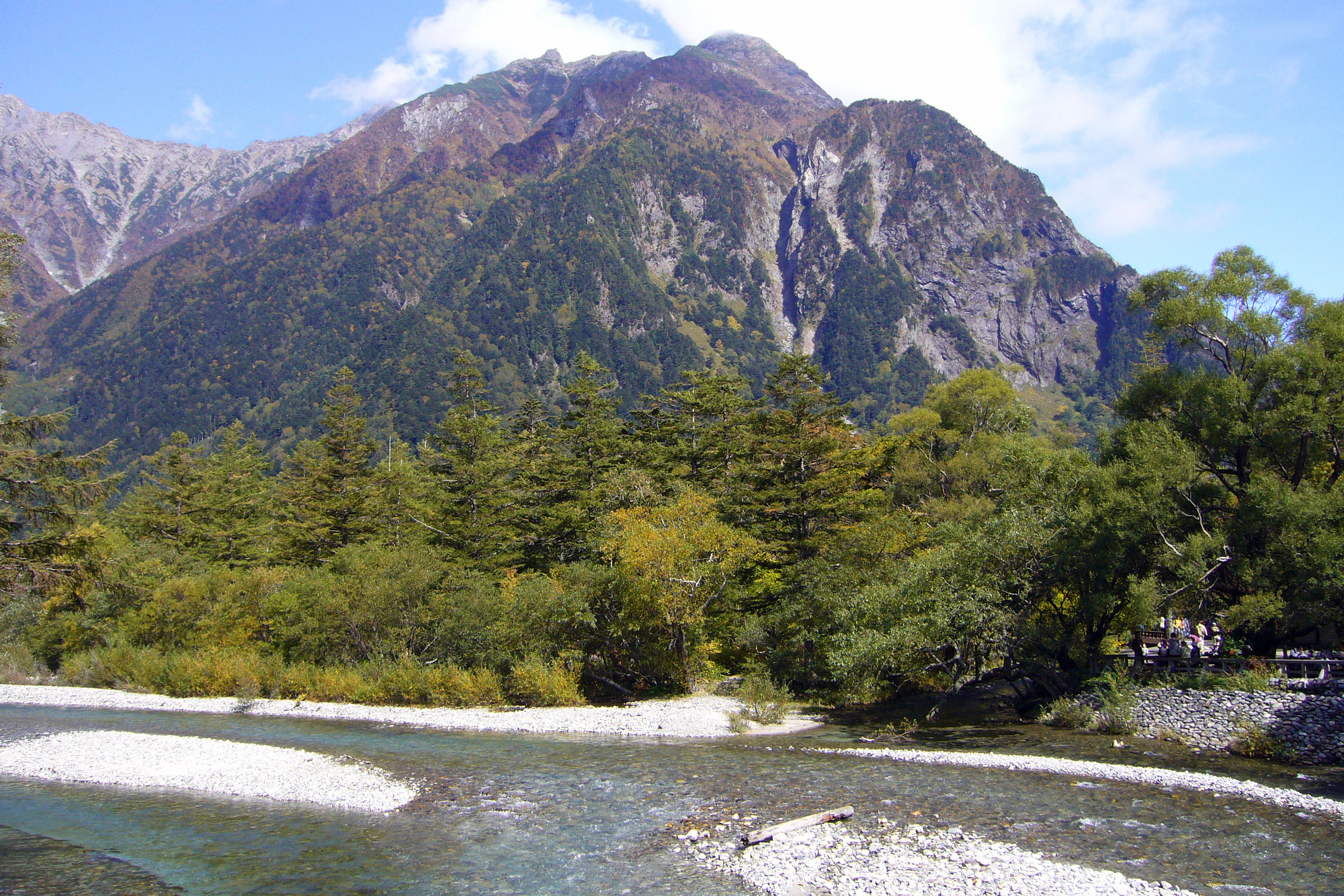
梓川と明神岳 上高地から望む
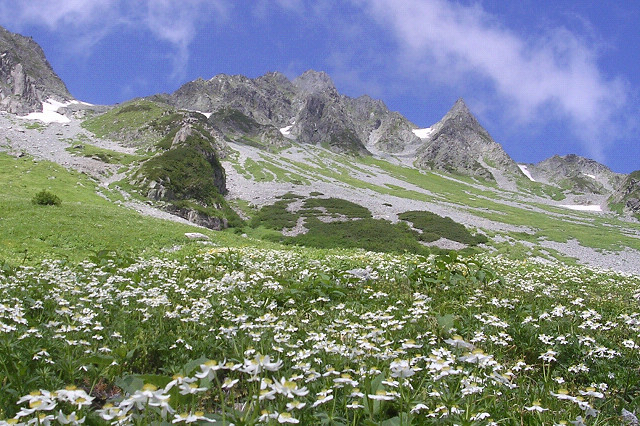
涸沢岳 涸沢から望む
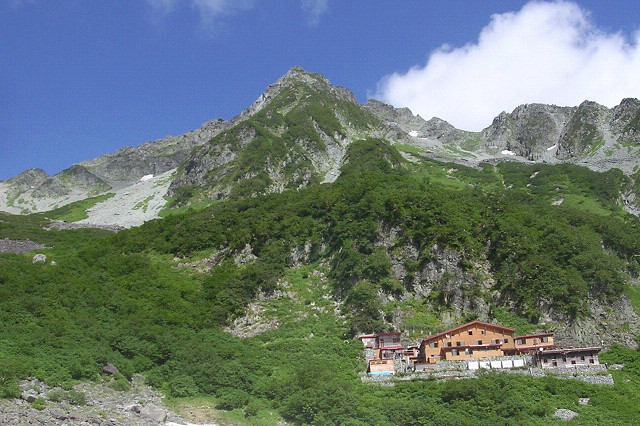
北穂高岳と涸沢小屋 涸沢から望む
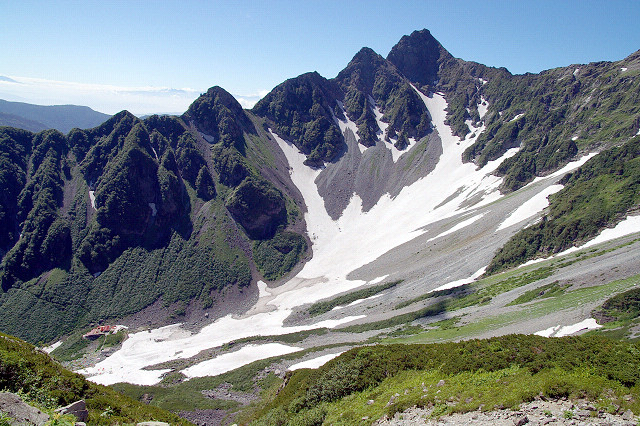
涸沢カール 北穂高岳から望む
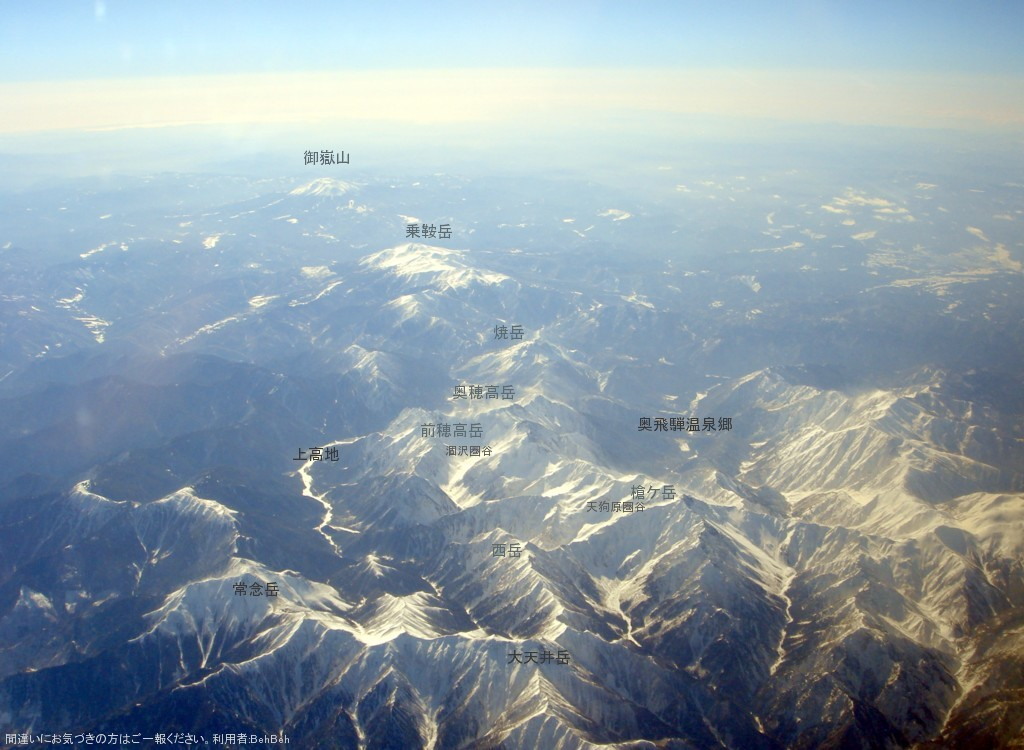
北アルプス南部、中央に穂高岳、上空から望む
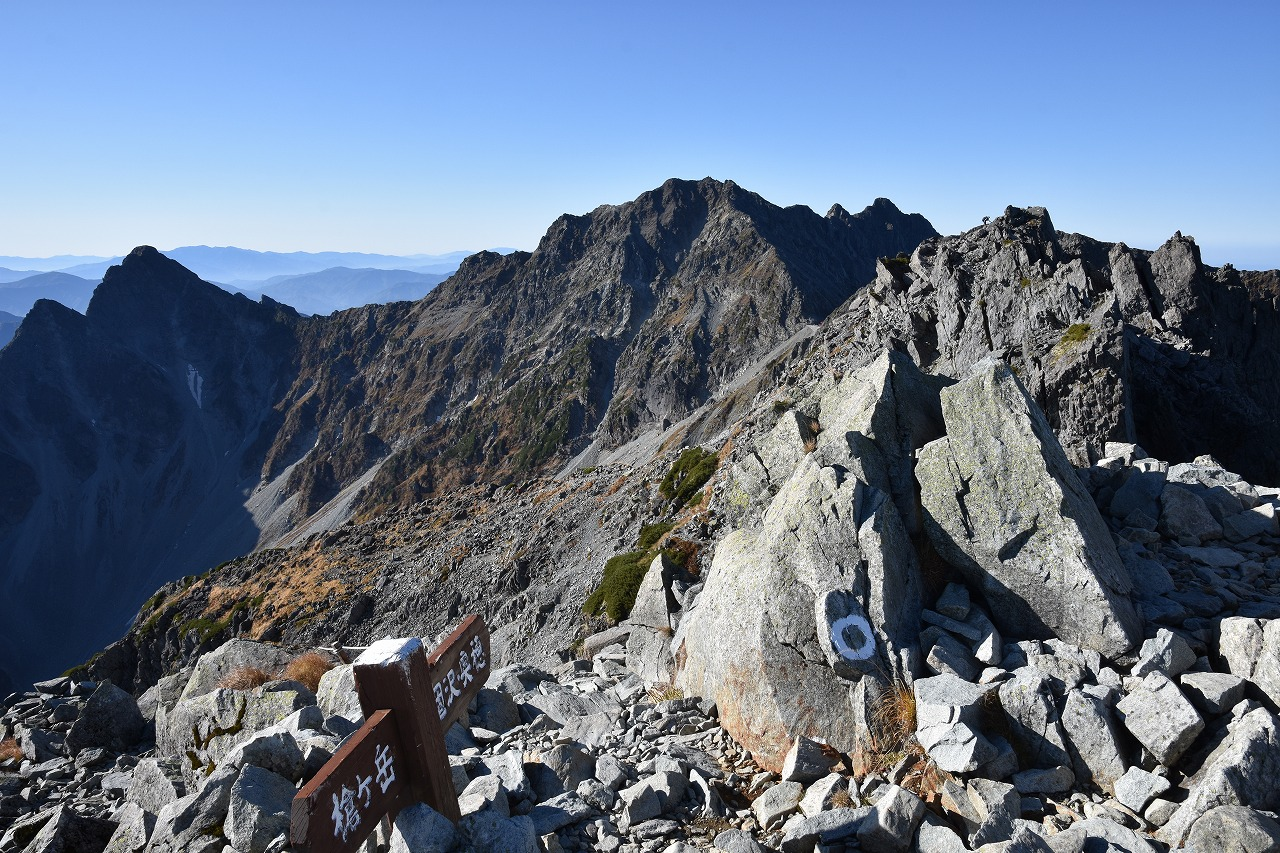
北穂高岳と涸沢岳間の登山道。落ちたら怪我では済まないため、雨天時、強風時の登山は控えたい。
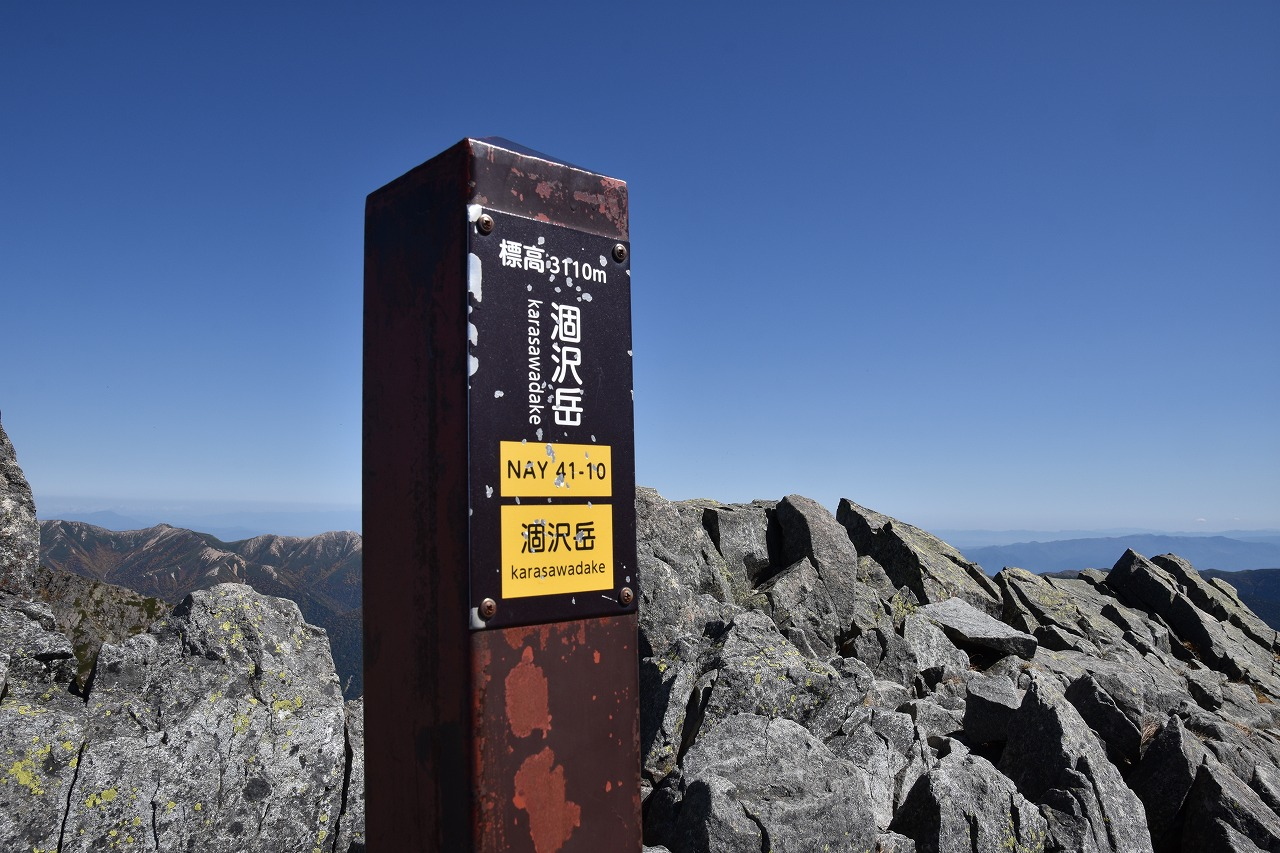
涸沢岳山頂標識
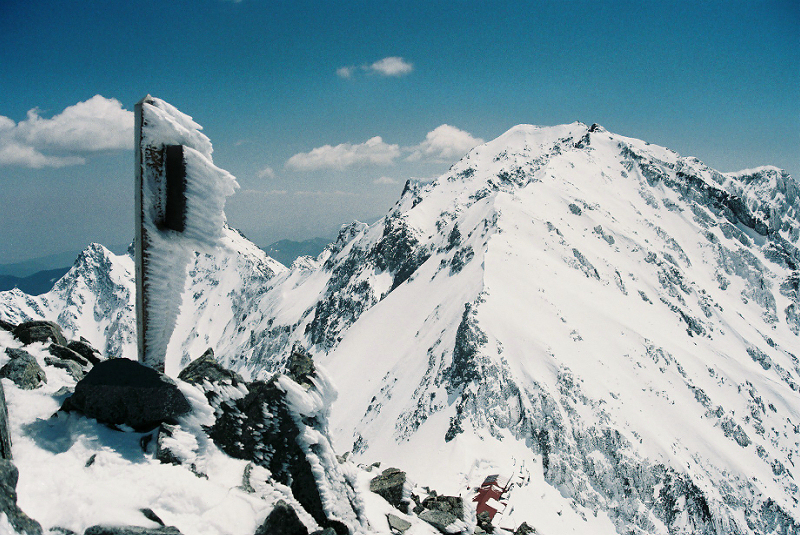
奥穂高岳 涸沢岳頂上から望む
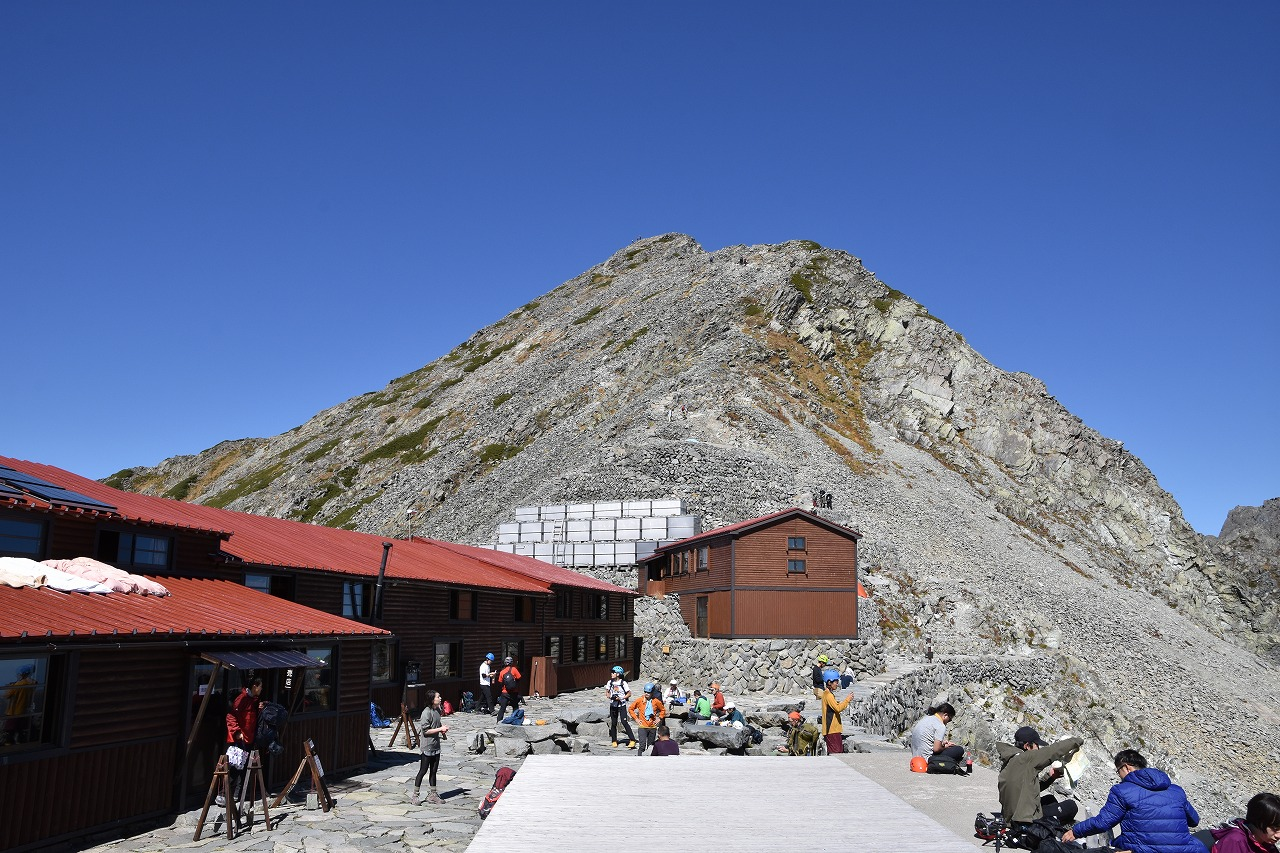
穂高岳山荘から望む涸沢岳
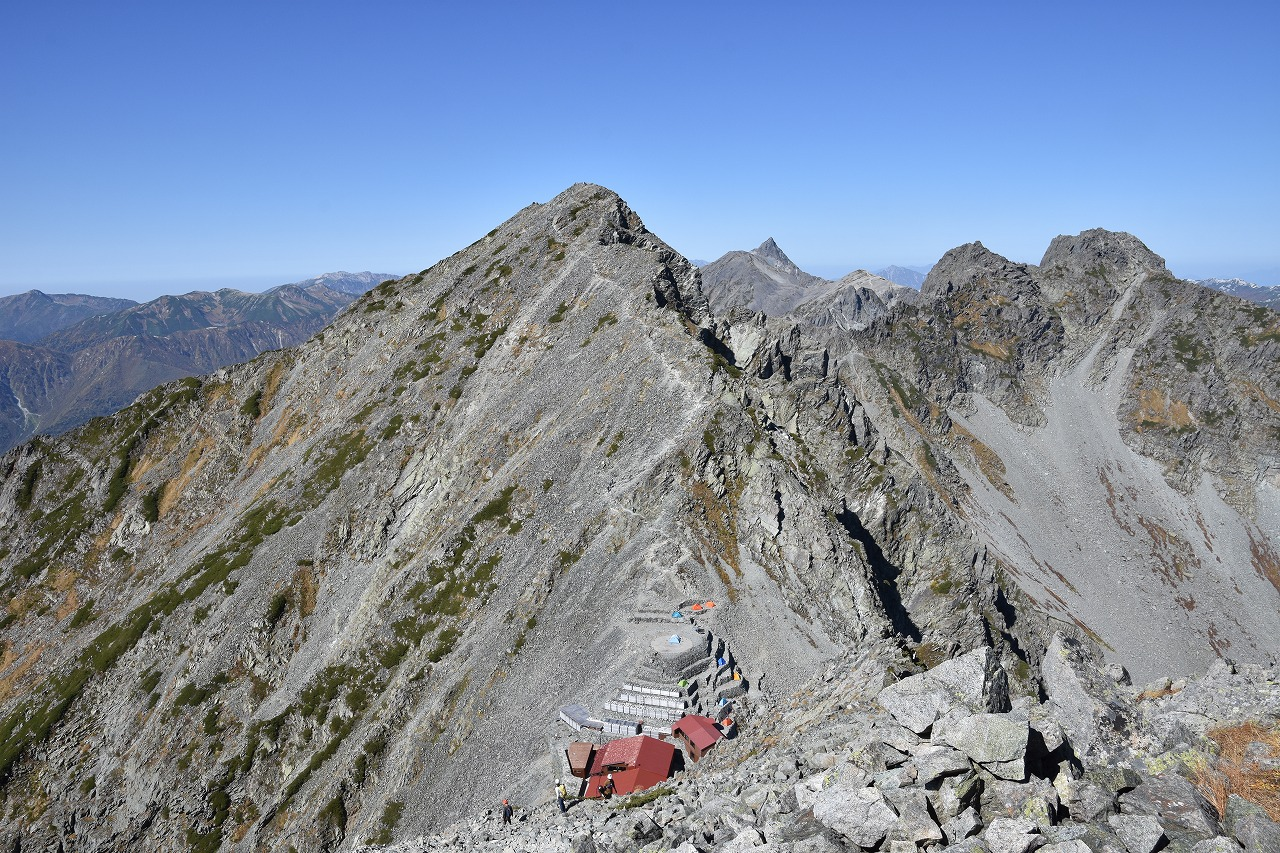
穂高岳山荘から奥穂高岳山頂への登山道
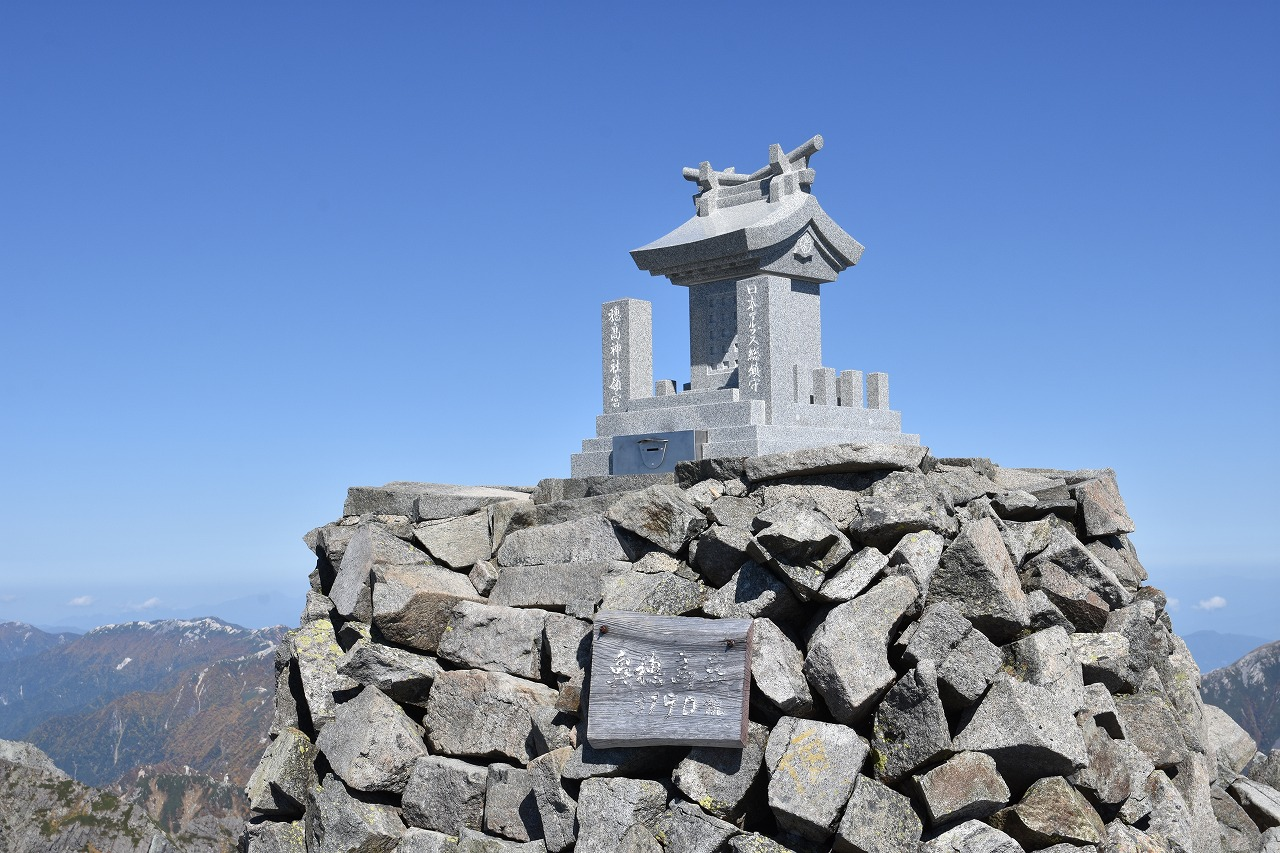
奥穂高岳山頂の祠
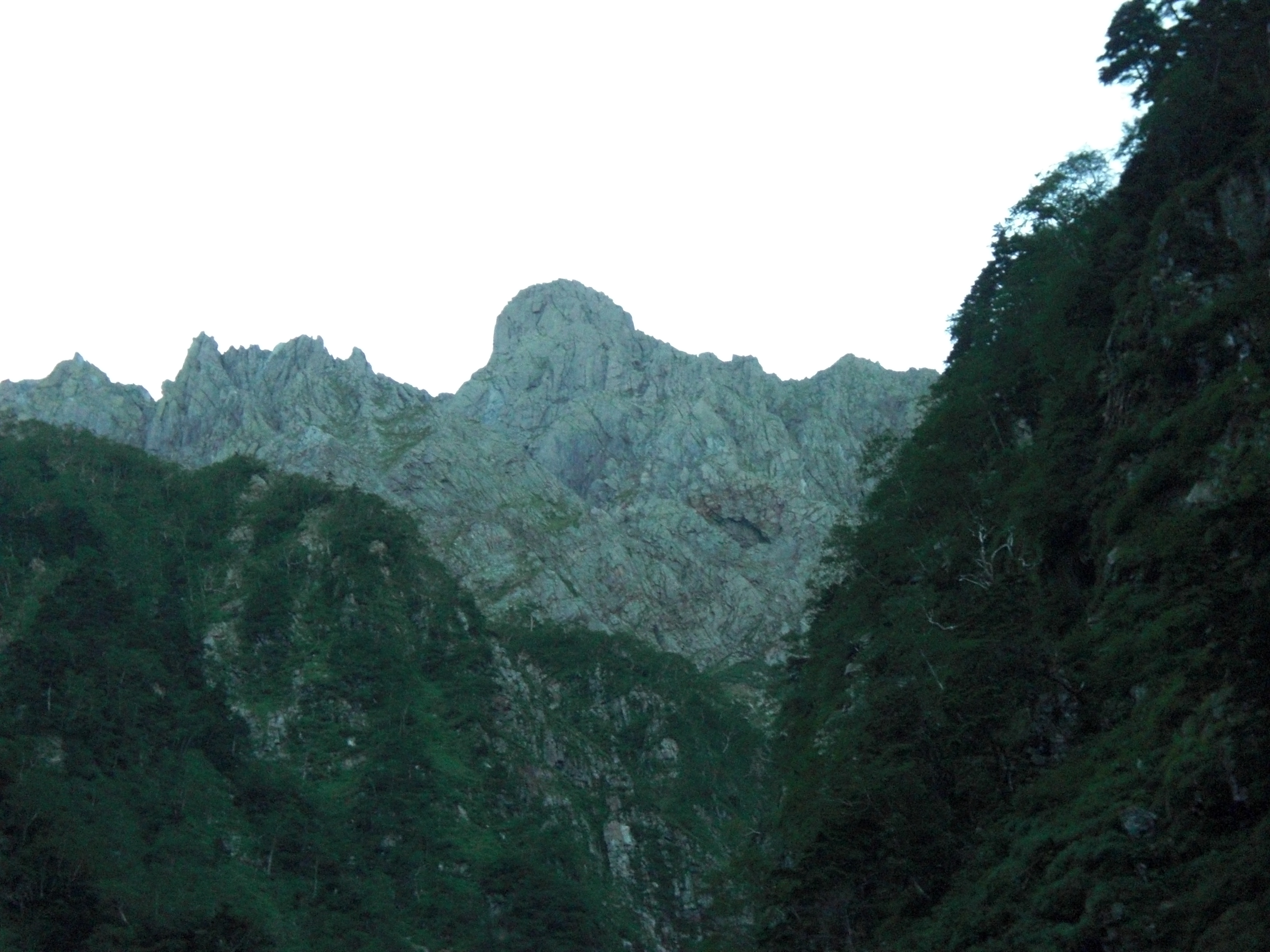
滝谷ドーム 滝谷出合付近から望む
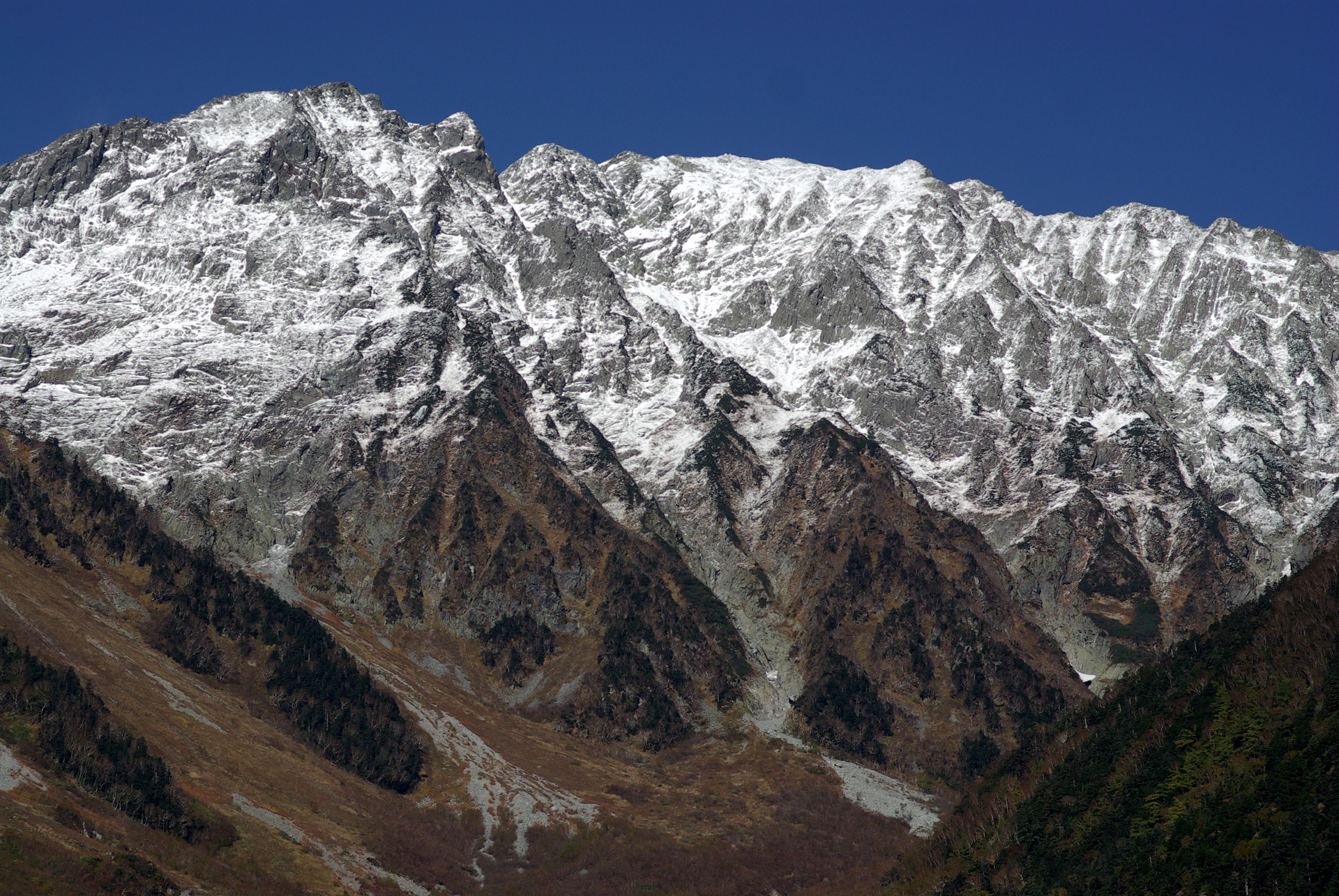
岳沢と奥穂高岳 小梨平から望む
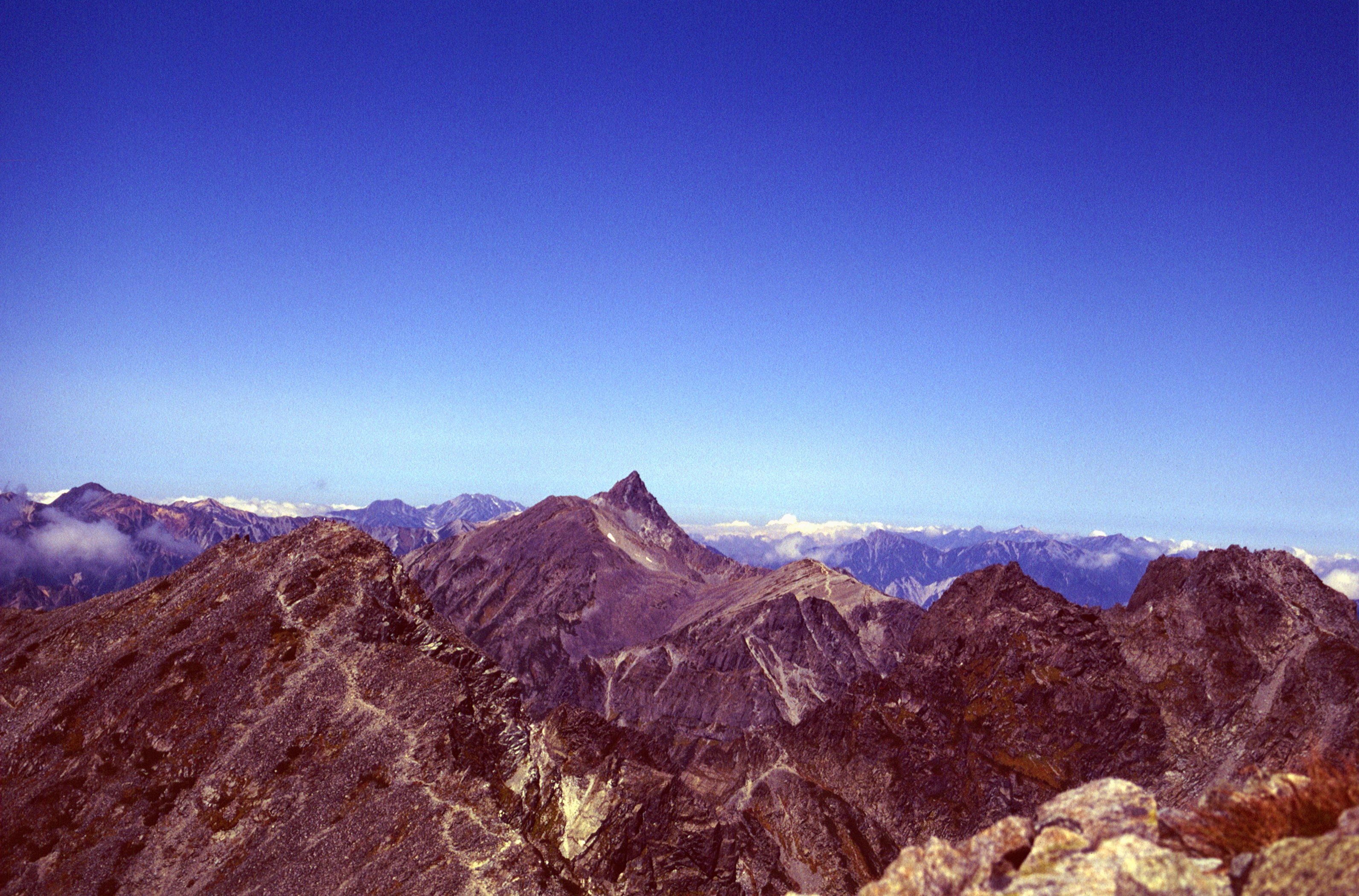
左から涸沢岳、槍ヶ岳、北穂高岳 奥穂高岳から望む
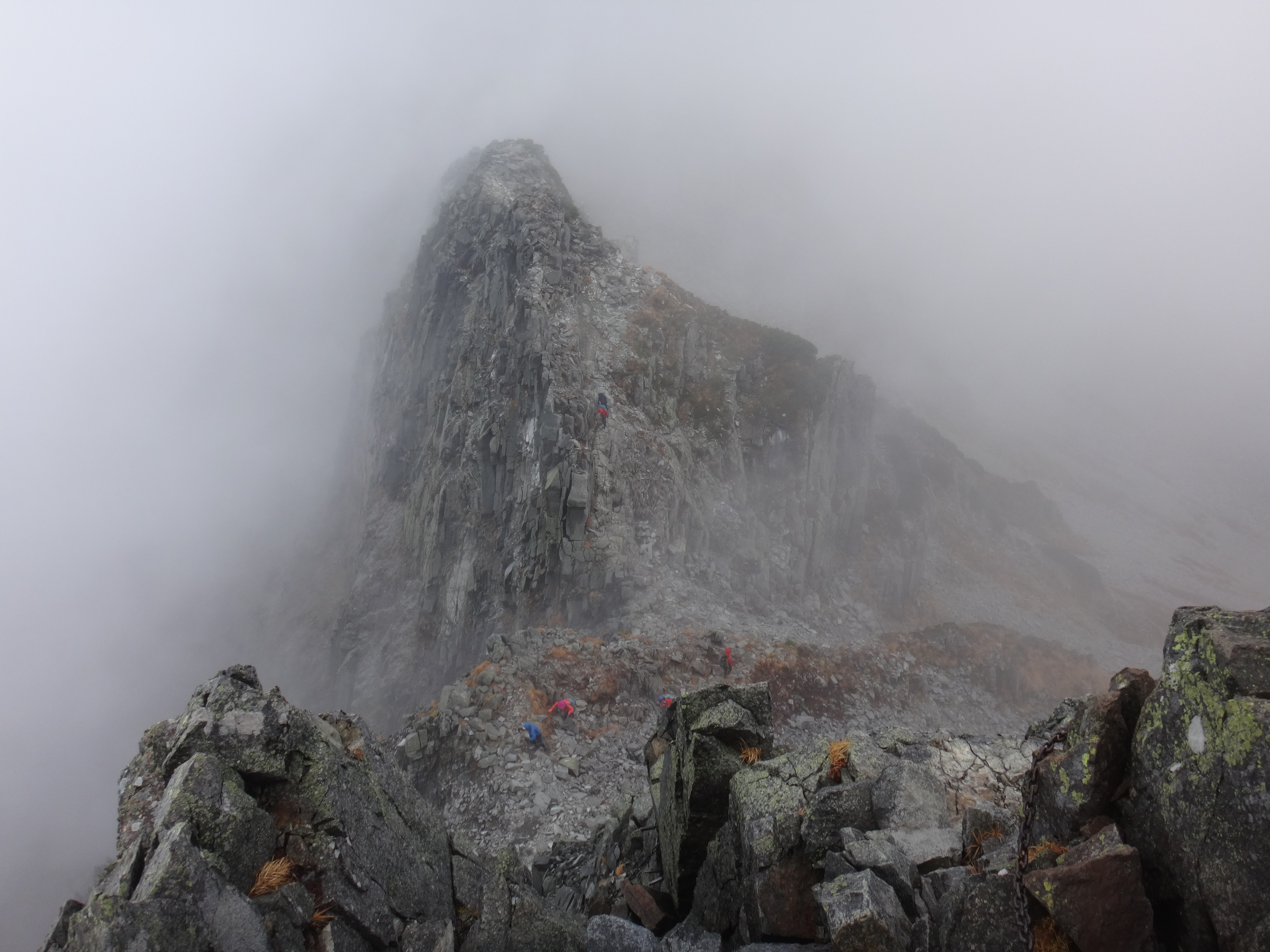
Ｄ沢のコル
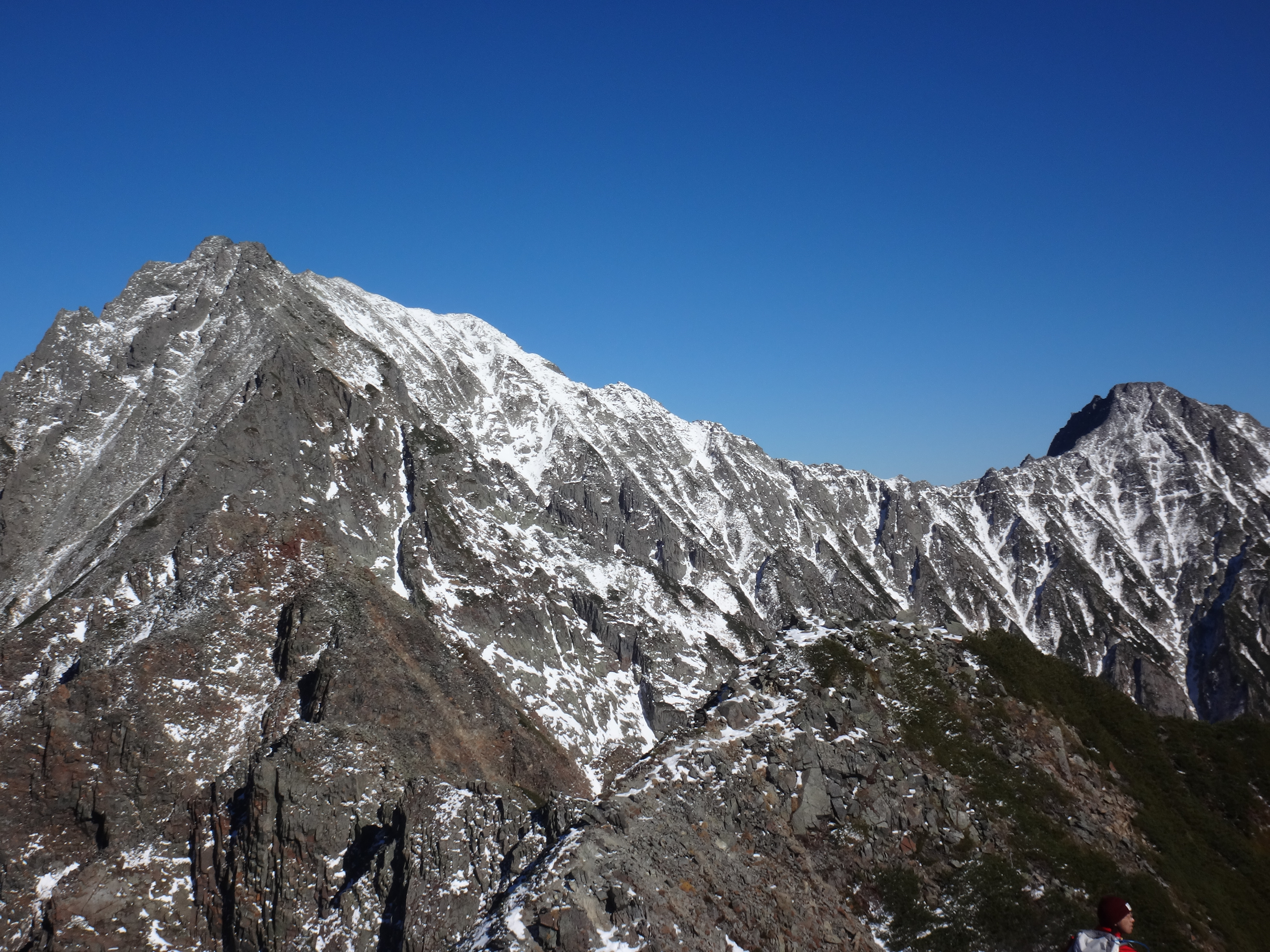
西穂高岳から見た吊り尾根